# Александър Атанасов
Александър Николов Атанасов е български офицер, генерал-майор от инженерните войски.

## Биография
Александър Атанасов е роден на 8 септември 1862 г. в Ловеч. На 20 ноември 1884 г. постъпва на във Военно на Негово Княжеско Височество училище и завършва през 1887 г. с 9-и випуск. От 1900 г. е офицер за особени поръчки при Военното министерство. През 1909 г. служи като началник на строителнотехническото отделение при Инженерната инспекция. От 1911 г. е командир на 2-ра пионерна дружина. По време на Балканските войни е началник на инженерните войски на 2-ра армия. По време на Първата световна война (1915 – 1918) е началник на инженерните войски на 3-та армия. Умира на 28 октомври 1924 г. в София.

## Военни звания
- Подпоручик (военен инженер) (7 август 1887)
- Поручик (?)
- Капитан (30 ноември 1891)
- Майор (1898)
- Подполковник (1904)
- Полковник (1909)
- Генерал-майор (27 февруари 1918)

## Награди
- орден „За храброст“ IV ст. 2 кл.;
- орден „Св. Александър“ III ст. с мечове по средата;
- народен орден „За военна заслуга“ III ст. с военни отличия, IV ст. на обикновена лента и V кл. на обикновена лента;
- орден „За заслуга“ на обикновена лента.